# Čajovníkovité
Čajovníkovité (Theaceae, též Camelliaceae) je čeleď vyšších dvouděložných rostlin z řádu vřesovcotvaré (Ericales). Jsou to dřeviny s jednoduchými listy a pravidelnými květy, rozšířené v počtu asi 200 druhů v Asii a Americe. Nejvýznamnější rostlinou této čeledi je čajovník. Jako okrasné dřeviny se pěstují kamélie, stevarcie a vzácně i franklinie americká.

## Popis
Čajovníkovité jsou stálezelené nebo výjimečně (některé druhy stevarcie) opadavé stromy a keře se střídavými jednoduchými listy bez palistů. Listy jsou obvykle zubaté, řidčeji celokrajné, se zpeřenou žilnatinou. Květy jsou pravidelné, oboupohlavné, nejčastěji pětičetné, jednotlivé nebo v chudých květenstvích. Okvětí je rozlišené na kalich a korunu nebo graduje postupně od kalichu ke koruně. Tyčinek je mnoho. Semeník je svrchní, srostlý nejčastěji z 5 plodolistů. V každém plodolistu jsou 2 až několik vajíček. Plodem je tobolka, výjimečně peckovice (Pyrenaria).

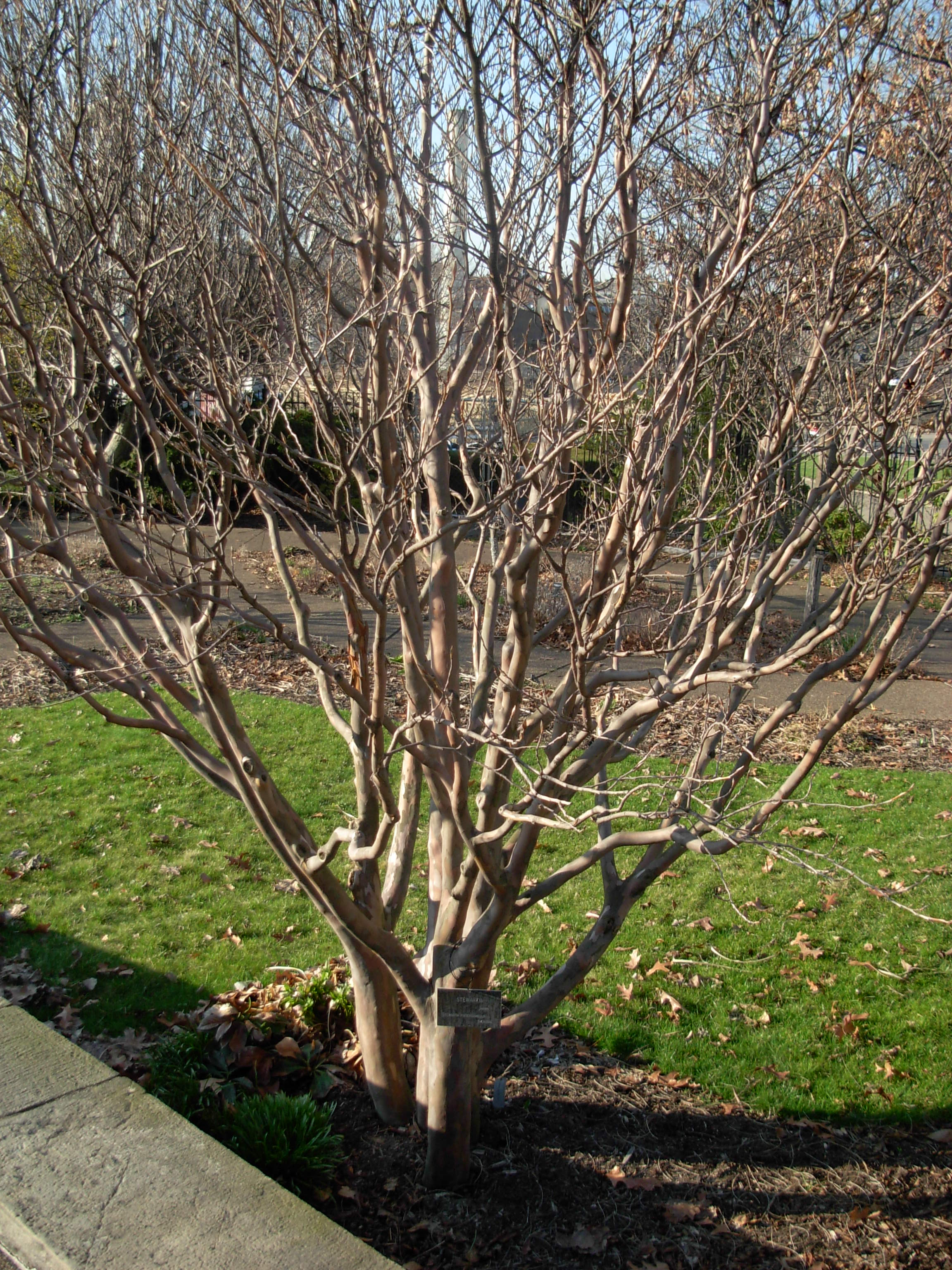
Stevarcie kaméliovitá (Stewartia pseudocamellia) v zimě
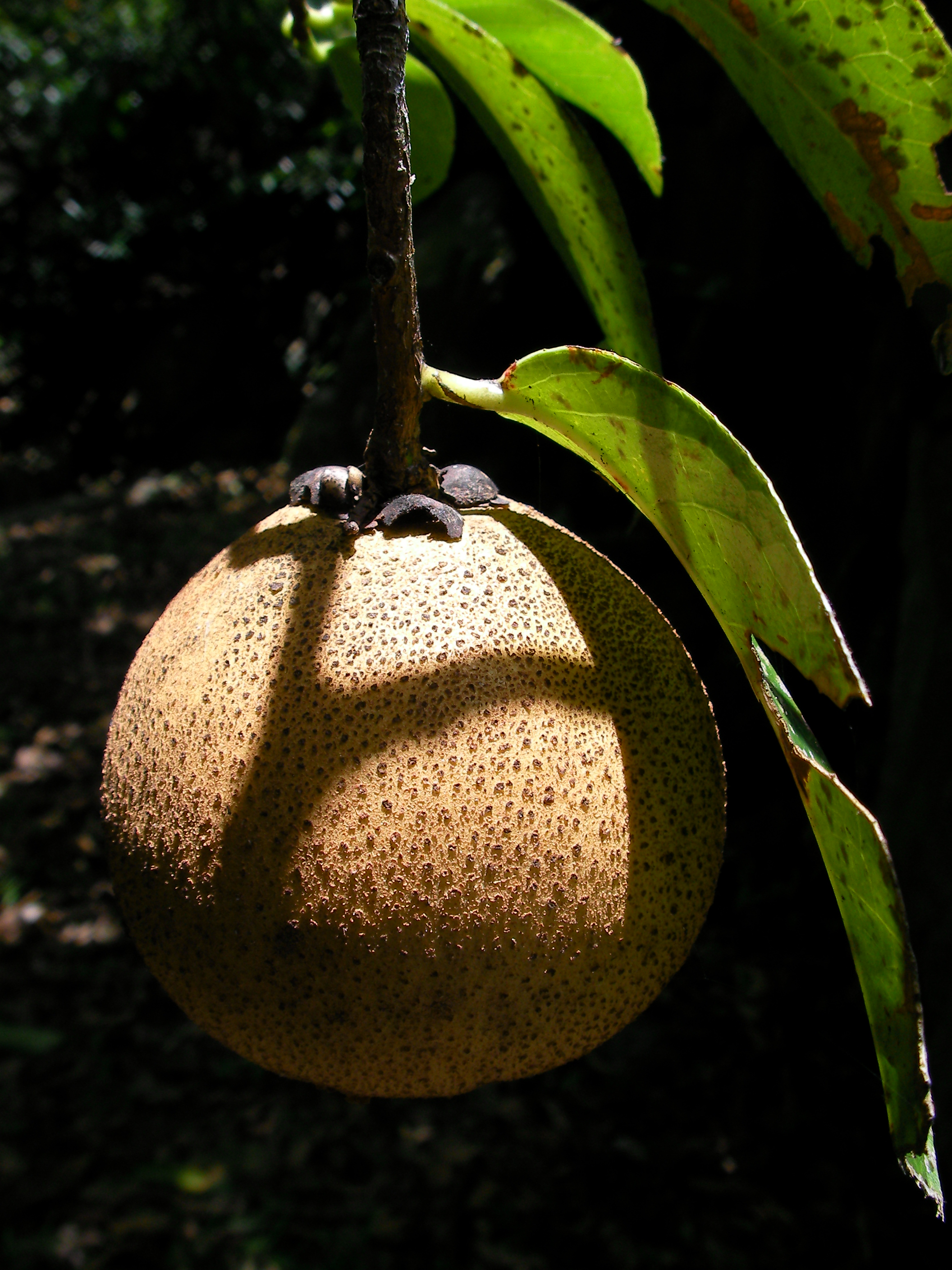
Plod kamélie Camellia crapnelliana
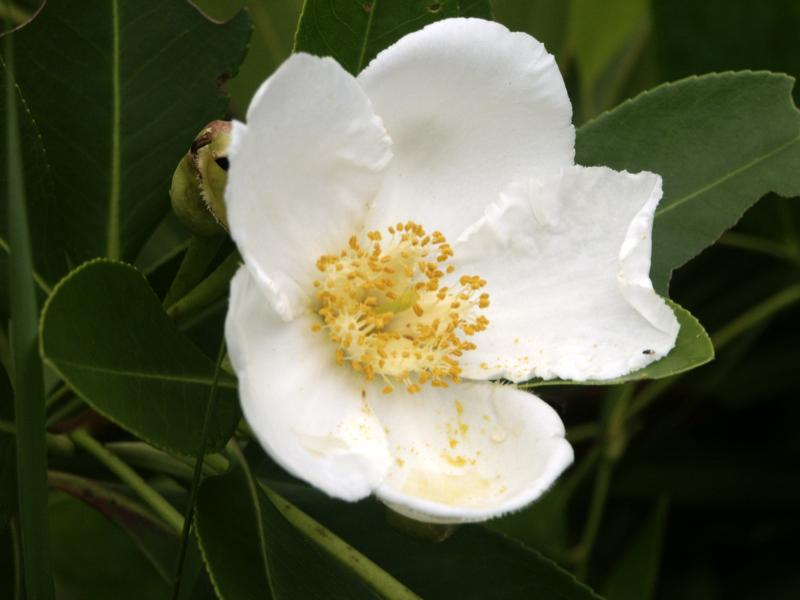
Květ Gordonia lasianthus
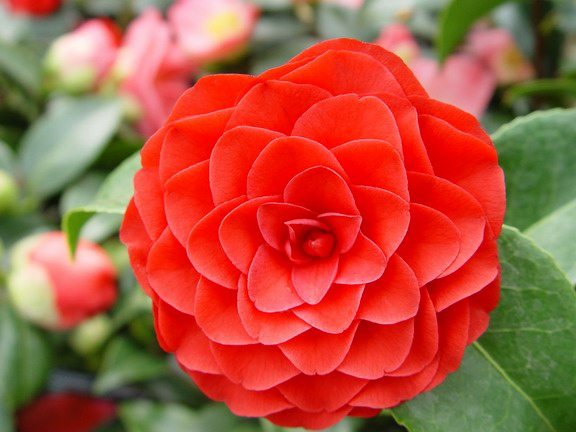
Plnokvětý kultivar kamélie 'Roger Hall'

## Rozšíření

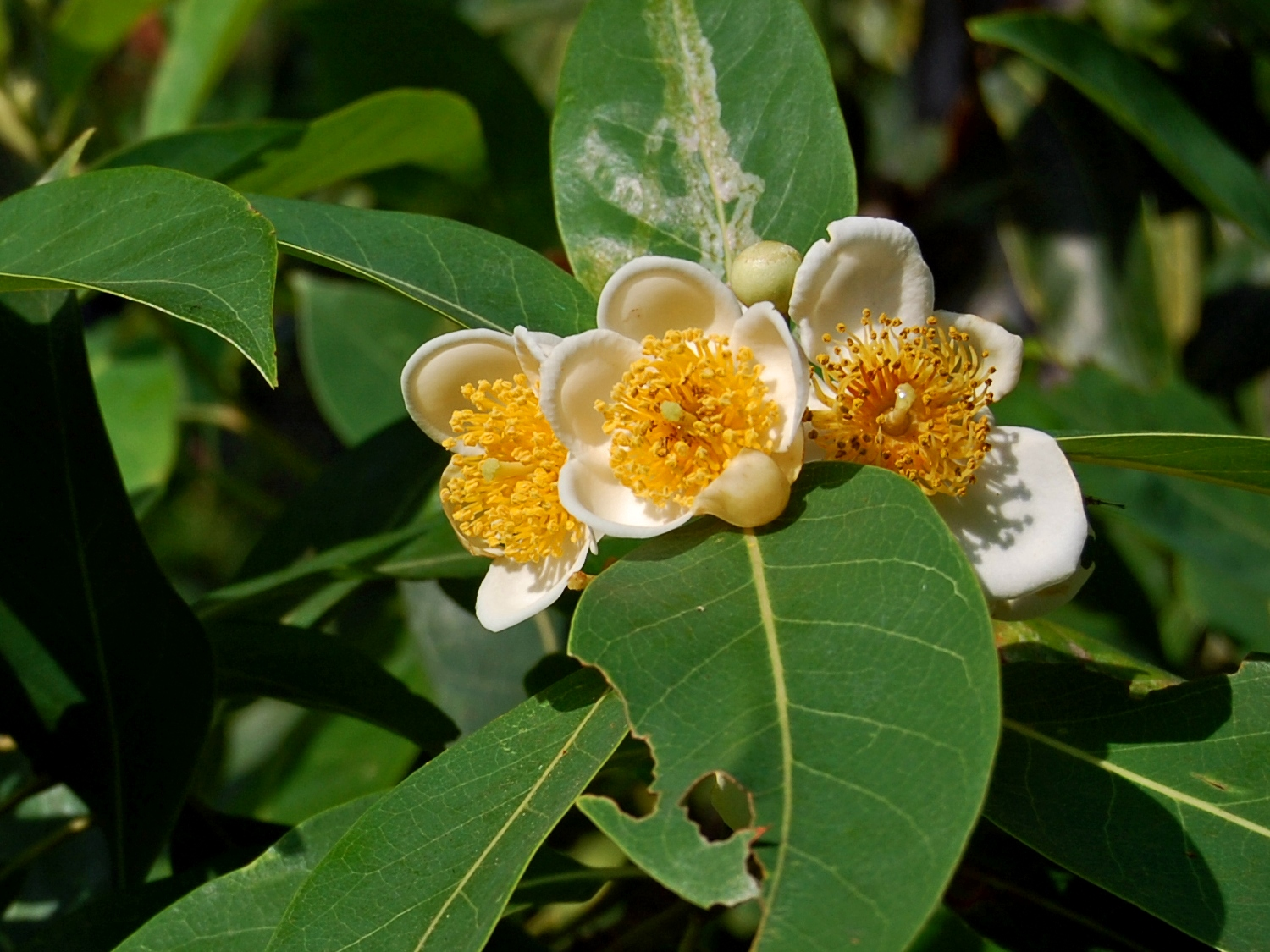
Schima wallichii

Čeleď v současném pojetí zahrnuje 7 rodů a okolo 200 druhů. Je rozšířena ve východní a jihovýchodní Asii, v tropické Americe a jv. USA. Převážná většina zástupců roste v tropech. V Evropě není tato čeleď zastoupena.

## Taxonomie
Čeleď v původním smyslu měla 15 až 20 rodů a pantropické rozšíření, byla však shledána parafyletickou a množství rodů (Adinandra, Anneslea, Balthasaria, Cleyera, Eurya, Freziera, Symplococarpon, Ternstroemia, Visnea) bylo přesunuto do čeledi Pentaphylacaceae a rod Ficalhoa do Sladeniaceae
Dnes je dělena na 3 podčeledi:
- Theeae - 5 rodů (Apterosperma, Camellia, Laplacea, Polyspora, Pyrenaria) - vých. a jv. Asie a tropická Střední a Jižní Amerika
- Gordonieae - 3 rody (Franklinia, Gordonia a Schima), vých. a jv. Asie a jv. USA
- Stewartieae - jediný rod (Stewartia), jv. USA a vých. Asie[1]

## Zástupci
- čajovník (Thea, syn. Camellia)
- franklinie (Franklinia)
- kamélie (Camellia)
- krosteň (Gordonia)
- stevarcie (Stewartia)[3]

## Význam
Největší hospodářský význam má bezesporu čajovník čínský (Camellia chinensis). Některé kamélie jsou pěstovány jako olejniny, např. kamélie olejná (Camellia oleifera) v Číně a kamélie sazanka (Camellia sasanqua) v Japonsku. Semena obsahují až 40 % nevysýchavého stolního oleje.
Franklinie americká (Franklinia alatamaha) a některé druhy stevarcie (Stewartia) jsou vzácně pěstovány v ČR jako okrasné dřeviny.
Kamélie japonská (Camellia japonica) je pěstována po celém světě již stovky let v množství barevných kultivarů.

## Přehled rodů
Apterosperma, Camellia, Dankia, Franklinia, Gordonia, Laplacea, Pyrenaria, Schima, Stewartia, Tutcheria